# Fond Manger
Fond Manger ist ein Ort im Quarter (Distrikt) Castries im Westen des Inselstaates St. Lucia in der Karibik. 

## Geographie
Der Ort liegt im Hinterland von Roseau im Zentrum des Quarters und nördlich des Roseau River, zwischen Marigot, La Croix Maingot und Perou.
Der Mount Terr Fallée (52 m) erhebt sich als eine der ersten Anhöhen über dem Tal des Roseau.

## Klima
Nach dem Köppen-Geiger-System zeichnet sich Fond Manger durch ein tropisches Klima mit der Kurzbezeichnung Af aus.